# Christoph Bezemek
Christoph Bezemek (* 20. Mai 1981 in Wien) ist ein österreichischer Rechtswissenschaftler und Universitätsprofessor am Institut für Öffentliches Recht und Politikwissenschaft an der Universität Graz.

## Ausbildung
Christoph Bezemek wurde als einziger Sohn des österreichischen Historikers Ernst Bezemek 1981 in Wien geboren. Er studierte Rechtswissenschaften und Philosophie an der Universität Wien. Das Diplomstudium schloss er im März 2004 mit der Sponsion zum Magister iuris (Mag. iur.) ab. Im Oktober 2006 folgte die Promotion ebenfalls an der Universität Wien. Von September 2008 bis Mai 2009 absolvierte Bezemek ein Postgraduales Studium an der Yale Law School.

## Beruflicher Werdegang
Bezemek war seit 2004 am Institut für Österreichisches und Europäisches Öffentliches Recht der Wirtschaftsuniversität Wien am Lehrstuhl des Universitätsprofessors Michael Holoubek als wissenschaftlicher Mitarbeiter tätig. Im Mai 2006 nahm Bezemek eine externe Lehrverpflichtung als Gastlektor an der polnischen Wirtschaftsuniversität Kattowitz an. Im Mai 2010 wurde er Gastlektor an der kroatischen Universität Zagreb. Ab April 2010 wurde er als Visiting Professor an der Universidad Panamericana in Mexiko-Stadt verpflichtet. Im selben Jahr wurde Bezemek als Lektor an die International Max Planck Research School und an das Institut für Philosophie der Universität Wien berufen.
2011 ernannte die Wirtschaftsuniversität Wien Bezemek zum Assistenzprofessor. Er widmete sich in der Folge seiner Habilitation, die er im Juli 2013 mit einer Habilitationsschrift zum Thema „Freie Meinungsäußerung: Strukturfragen des Schutzgegenstandes im Rechtsvergleich zwischen dem Ersten Zusatz zur US-Verfassung und Artikel 10 der Europäischen Menschenrechtskonvention“ erlangte. Hierfür verlieh ihm die Wirtschaftsuniversität Wien die Lehrbefugnis (venia docendi) für die Fächer Öffentliches Recht, Rechtstheorie und Rechtsvergleichung. Zugleich wurde er Assoziierter Professor an der WU und Lehrstuhlvertreter sowie Gastprofessor an der Universität Graz. Seine Aufgaben an der WU umfassten im Lehrbereich insbesondere auch die Weiterentwicklung und Verbesserung des e-Learning Angebots. Das Engagement für neue, digitale Lehrmethoden wurde unter anderem im Jahr 2016 mit einer Nominierung zum Staatspreis für Exzellente Lehre (Ars Docendi) belohnt. Im Juli 2015 absolvierte er einen Gastprofessur-Aufenthalt an der italienischen Universität Pisa.
Mit Oktober 2016 wurde Bezemek schließlich als Nachfolger des Universitätsprofessors Franz Merli auf einen Lehrstuhl für Öffentliches Recht an der Universität Graz berufen und damit ordentlicher Universitätsprofessor. Von Oktober 2019 bis Oktober 2023 fungierte Christoph Bezemek als Dekan der Rechtswissenschaftlichen Fakultät der Universität Graz.

## Publikationen (Auswahl)
- Bezemek (Hg), Rechtsdogmatik Stand und Perspektiven (2023)
- Bezemek/Potacs/Somek (Hg), Vienna Lectures on Legal Philosophy III: Legal Reasoning (2023)
- Bezemek (Hg), Constitutionalism 2030 (2022)
- Bezemek/Bersier/Schauer (Hg), Common Law – Civil Law: The Great Divide? (2022)
- Bezemek, Insults of Public Officials in Stone/Schauer (Hg), The Oxford Handbook of Freedom of Speech (2021) 391
- Bezemek/Dumbrovský, The Concept of Public Interest in Tichý/Potacs (Hg), Public Interest in Law (2021) 1
- Bezemek, Grundrechte in der Rechtsprechung der Höchstgerichte2 (2020)
- Bezemek/Potacs/Somek, Vienna Lectures on Legal Philosophy II (2020)
- Bezemek/Eberhard/Fuchs (Hg), ICL Journal: Vienna Journal on International Constitutional Law (seit 2013)
- Bezemek/Keiler (Hg), leg cit4 – Leitfaden für juristisches Zitieren (2019)
- Korinek/Holoubek/Bezemek/Fuchs et al. (Hg), Österreichisches Bundesverfassungsrecht15 (2019)
- Bezemek/Stolzlechner (Hg), Einführung in das Öffentliche Recht8 (2023)
- Bezemek et al., Europäisches und öffentliches Wirtschaftsrecht II9 (2017)
- Bezemek, Freie Meinungsäußerung (2015), Die Geschäftsgrundlage im österreichischen Zivilrecht (2009)